# أنس العاجي
أنس العاجي لاعب كرة قدم سوري من مواليد دمشق ويلعب لصالح ديسبورتيفو آفيس ومنتخب سوريا تحت 23 سنة.